# Matafao Peak
Matafao Peak är ett berg i Amerikanska Samoa (USA).   Det ligger i distriktet Östra distriktet, i den västra delen av landet, 2 km söder om huvudstaden Pago Pago. Toppen på Matafao Peak är 341 meter över havet. Matafao Peak ligger på ön Tutuila Island.
Terrängen runt Matafao Peak är kuperad norrut, men åt sydväst är den platt. Havet är nära Matafao Peak österut.  Närmaste större samhälle är Pago Pago, 2,4 km norr om Matafao Peak. 